# Foot Ball Club Spezia 1906 1959-1960
Questa voce raccoglie le informazioni riguardanti il Foot Ball Club Spezia 1906 nelle competizioni ufficiali della stagione 1959-1960.

## Stagione
Nella stagione 1959-1960 lo Spezia disputa il girone A de campionato di Serie C, un torneo a 18 squadre che prevede una promozione e due retrocessioni, sale in Serie B la Pro Patria che vince il torneo con 48 punti, retrocedono in IVª Serie il Vigevano ed il Monfalcone. Con 39 punti gli aquilotti si piazzano in quinta posizione di classifica.
A La Spezia si dimette il presidente Enrico Bertorello, gli subentra come Commissario il dinamico Alberto Del Santo. Lasciano il Golfo dei Poeti Bruno Pastorino, Gianni Corelli, Bruno Franceschina e Giovanni Corti, mentre rientrano in bianconero Giacomo Persenda e Ferruccio Incerti, con Antonio Maccari che viene prelevato dalla Sambenedettese. La panchina viene affidata ad uno dei tanti "zingari" dell'est Stanko Ruzic, coadiuvato da Libero Salvietti. La squadra sorprende tutti, mettendo in mostra buon gioco e ottime individualità, su tutti Giovanni Mangini, segnano tutti, in dodici giocatori vanno a rete, nessuno con bottino in doppia cifra, ma realizzano ben 49 reti in 34 giornate, con l'Alberto Picco imbattuto, anche le due regine del torneo, la Pro Patria ed il Bolzano, conosceranno la polvere del campo spezzino.

## Rosa
| N. |                   | Ruolo | Calciatore            |
| -- | ----------------- | ----- | --------------------- |
|    | Italia (bandiera) | A     | Renzo Aldi            |
|    | Italia (bandiera) | C     | Romano Aquilani       |
|    | Italia (bandiera) | C     | Giuseppe Bumbaca      |
|    | Italia (bandiera) | C     | Umberto Campioli      |
|    | Italia (bandiera) | A     | Adolfo Cartisano      |
|    | Italia (bandiera) | C     | Attilio Currarini     |
|    | Italia (bandiera) | C     | Giovanni Currarini    |
|    | Italia (bandiera) | C     | Domenico De Dominicis |
|    | Italia (bandiera) | P     | Franco Dinelli        |

| N. |                   | Ruolo | Calciatore        |
| -- | ----------------- | ----- | ----------------- |
|    | Italia (bandiera) | D     | Ferruccio Incerti |
|    | Italia (bandiera) | D     | Antonio Maccarri  |
|    | Italia (bandiera) | C     | Giovanni Mangini  |
|    | Italia (bandiera) | A     | Giacomo Persenda  |
|    | Italia (bandiera) | P     | Gregorio Persi    |
|    | Italia (bandiera) | A     | Gianni Ravelli    |
|    | Italia (bandiera) | D     | Giancarlo Rodolfi |
|    | Italia (bandiera) | D     | Gianni Zennaro    |

## Risultati

### Girone di andata
| Arbitro: | Negri (Monza) |

|                                            |           |             |
| A. Currarini 50’ Aquilani 76’ Persenda 87’ | Marcatori | 36’ Lorenzi |

| Arbitro: | Malasoma (Milano) |

|                    |           |  |
| Zennaro 77’ (aut.) | Marcatori |  |

| Arbitro: | Lombardini (Firenze) |

|                 |           |          |
| Aldi 51’ (rig.) | Marcatori | 78’ Cori |

| Arbitro: | Saetti (Padova) |

|          |           |                               |
| List 82’ | Marcatori | 15’, 37’ Ravelli 46’ Persenda |

| Arbitro: | Tarabori (Lucca) |

|             |           |  |
| Ravelli 62’ | Marcatori |  |

| Arbitro: | Franzolin (Milano) |

|              |           |         |
| Mariotto 56’ | Marcatori | 9’ Aldi |

| Arbitro: | Gioggi (Roma) |

|                              |           |  |
| Ravelli 20’ G. Currarini 43’ | Marcatori |  |

| Arbitro: | Bellotto (Pordenone) |

|            |           |  |
| Borghi 18’ | Marcatori |  |

| Arbitro: | Di Laura (Roma) |

|                                                    |           |                  |
| Persenda 26’, 79’ Aldi 64’ (rig.) G. Currarini 83’ | Marcatori | 37’ Bartolaccini |

| Arbitro: | Orlando (Bergamo) |

|                                         |           |  |
| Trevisan 54’ Taffarello 57’ Borsato 58’ | Marcatori |  |

| Arbitro: | Marazia (Cuneo) |

|                                 |           |                         |
| G. Currarini 9’ Aldi 61’ (rig.) | Marcatori | 37’ Campanini 88’ Busso |

| Arbitro: | Gandiolo (Alessandria) |

|                              |           |  |
| G. Calloni 9’ Bernasconi 85’ | Marcatori |  |

| Arbitro: | Piantoni (Terni) |

|                              |           |             |
| G. Currarini 11’ Zennaro 78’ | Marcatori | 65’ Bocchio |

| Arbitro: | Rancher (Roma) |

|             |           |              |
| Rao 6’, 16’ | Marcatori | 57’ Persenda |

| Arbitro: | Amrosio (Roma) |

|                             |           |           |
| Aldi 12’, 30’ Cartisano 22’ | Marcatori | 36’ Toros |

| Arbitro: | Trezza (Verona) |

|                      |           |  |
| Marchioro 61’ (rig.) | Marcatori |  |

| Arbitro: | Saetti (Padova) |

|                                       |           |  |
| Incerti 47’ A. Currarini 68’ Aldi 87’ | Marcatori |  |

### Girone di ritorno
| Arbitro: | Pignatta (Torino) |

|  |           |                                     |
|  | Marcatori | 40’, 85’ Cartisano 78’ G. Currarini |

| Arbitro: | D'Auria (Salerno) |

|                       |           |  |
| Cappellino 20’ (aut.) | Marcatori |  |

| Arbitro: | Facchini (Firenze) |

|                           |           |               |
| Bernini 47’ Valsecchi 71’ | Marcatori | 53’ Cartisano |

| Arbitro: | Andujar (Novara) |

|                               |           |  |
| G. Currarini 33’ Persenda 89’ | Marcatori |  |

| Lodi 6 marzo 1960 22ª giornata | Fanfulla       | 0 – 0 | Spezia | Stadio Dossenina\| Arbitro: \| Monti (Ancona) \| |
| Arbitro:                       | Monti (Ancona) |       |        |                                                  |

| Arbitro: | Rossini (Cremona) |

|                    |           |                |
| Incerti 31’ (rig.) | Marcatori | 28’ Del Grosso |

| Arbitro: | Baldassarre (Udine) |

|           |           |  |
| Cella 42’ | Marcatori |  |

| Arbitro: | Barolo (Noale) |

|                                   |           |                |
| G. Currarini 25’ A. Currarini 75’ | Marcatori | 35’ Ambrosetti |

| Arbitro: | Tarabori (Lucca) |

|             |           |              |
| Teneggi 30’ | Marcatori | 32’ Campioli |

| Arbitro: | Donato (Civitavecchia) |

|                  |           |  |
| De Dominicis 75’ | Marcatori |  |

| Arbitro: | Franzolin (Milano) |

|                              |           |  |
| Campanini 17’, 86’ Busso 27’ | Marcatori |  |

| Arbitro: | Monti (Ancona) |

|          |           |  |
| Aldi 29’ | Marcatori |  |

| Arbitro: | Zanchi (Mestre) |

|                               |           |                            |
| Ive 10’ Luosi 30’ Bocchio 48’ | Marcatori | 66’ Cartisano 79’ Persenda |

| Arbitro: | Acernese (Roma) |

|                                |           |               |
| Cartisano 15’, 86’ Mangini 71’ | Marcatori | 17’ Gilardoni |

| Arbitro: | Giunti (Arezzo) |

|             |           |                  |
| Micelli 33’ | Marcatori | 65’ G. Currarini |

| Arbitro: | Piantoni (Terni) |

|                                             |           |  |
| A. Currarini 23’ Cartisano 83’ Campioli 85’ | Marcatori |  |

| Arbitro: | Cadel (Mestre) |

|                                        |           |               |
| Muzzio 2’ Vaccari 48’ Mastrototaro 77’ | Marcatori | 74’ Cartisano |